# Île Genovesa
L'île Genovesa, en espagnol Isla Genovesa, aussi appelée île Tower, est une île inhabitée d'Équateur située dans l'archipel des Galápagos.

## Toponymie
Le qualificatif de Genovesa, qui se traduit par Génoise en français, rend hommage à la ville italienne de Gênes dont était originaire Christophe Colomb.
Quant à l'appellation Tower, elle est inexpliquée. On doit se contenter de signaler qu'on rencontre pour la première fois ce nom en 1832 dans les récits de voyages de l'explorateur américain et capitaine de phoquier Benjamin Morrell, puis sur une carte du récit de Robert FitzRoy, capitaine du HMS Beagle, paru en 1841.

## Topographie

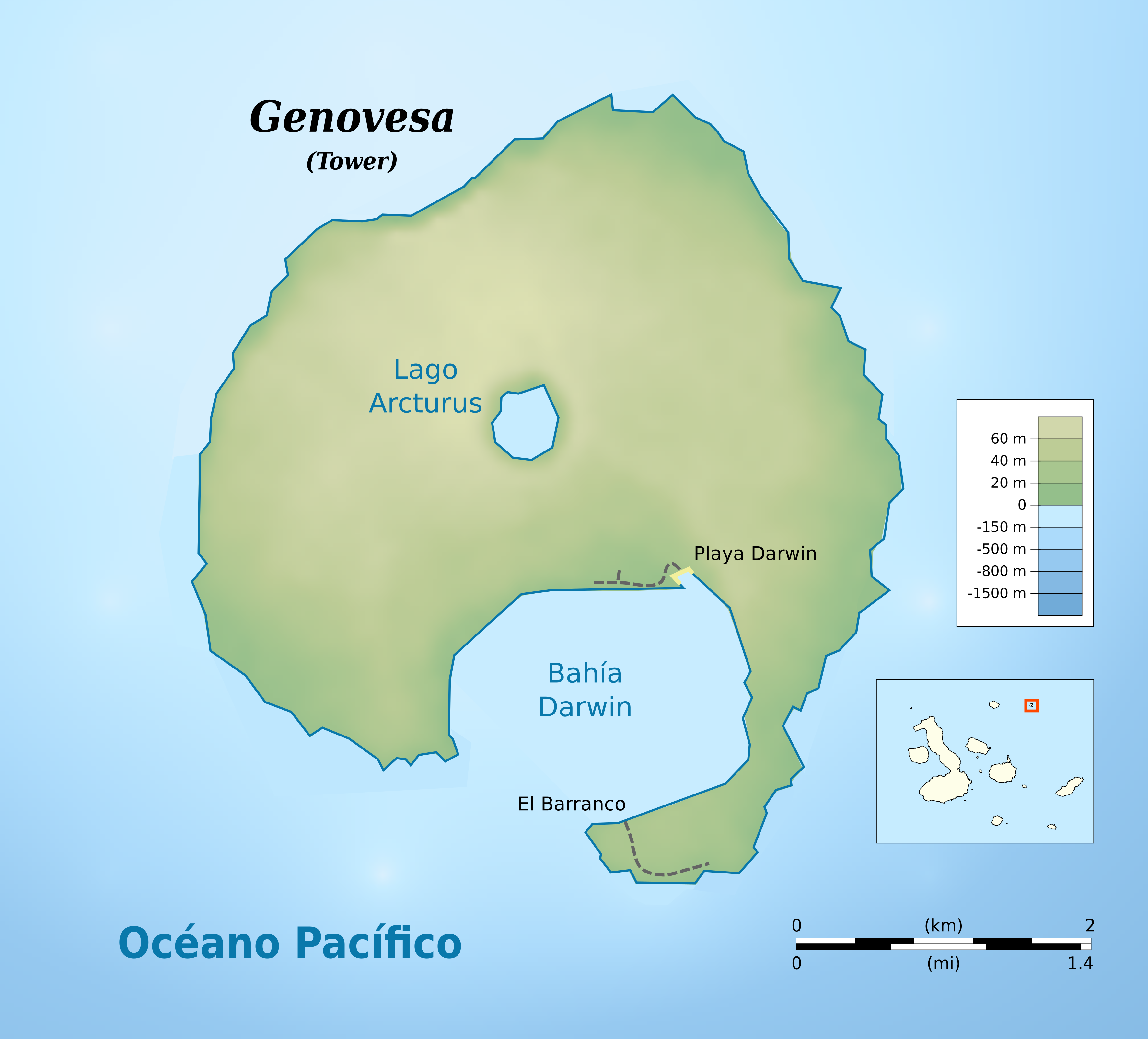
Carte topographique de Genovesa.